# Олсуфьев, Дмитрий Адамович (1862)
Граф Дмитрий Адамович Олсуфьев (2 (14) октября 1862, Санкт-Петербург — 10 ноября 1937, Ницца) — русский общественный и государственный деятель, член Государственного совета, крупный землевладелец из рода Олсуфьевых.

## Биография
Родился в Санкт-Петербурге, крещен 15 октября 1862 года в Пантелеимоновской церкви при восприемстве А. В. Олсуфьева и О. В. Васильчиковой. Сын генерал-майора А. В. Олсуфьева, внук В. Д. Олсуфьева, правнук А. Г. Спиридова, внучатый племянник канцлера А. М. Горчакова. Его отец был давним знакомым и соседом Льва Толстого. Владел в Подмосковье имением Никольское-Обольяново.
Получил домашнее воспитание и поступил в третий класс Поливановской гимназии в Москве, окончил её в 1881 году. В 1885 году окончил естественное отделение физико-математического факультета Московского университета.
В 1886—1888 годах служил в лейб-гвардии Конной артиллерии, вышел в отставку в чине подпоручика.

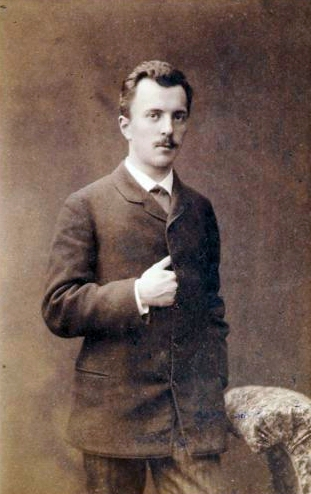
Д. А. Олсуфьев, 1885 год.

С 1888 года служил в Геологическом комитете Министерства государственных имуществ. С 1891 года земский начальник 5-го участка Московского уезда, гласный и мировой судья Дмитровского уезда. Камышинский уездный предводитель дворянства (1893—1903).
Почётный смотритель Камышинских 4-классного училища и ремесленной школы, председатель Камышинского правления Российского общества спасания на водах, гласный Саратовского губернского земского собрания, титулярный советник (1895), почетный мировой судья Камышинского у. (1896), попечитель Камышинской земской больницы (1897), финансировал постройку Земского дома, организовал строительство школьных типовых зданий и больничного городка, а также устройство Александровского парка и бульвара на Набережной в Камышине, камышинский уездный земский гласный, председатель уездного собрания, гласный Саратовского губернского земского собрания (1900), председатель Общества вспомоществования недостаточным учащимся в низших училищах, один из старшин Камышинского общественного собрания, почетный попечитель Камышинского отделения епархиального училищного совета, член судебного присутствия Камышинского уездного съезда, председатель Камышинской уездной земской управы, гласный городской думы (1901).
Председатель Саратовской губернской земской управы и Саратовской ученой архивной комиссии, почетный блюститель Саратовского Иоанникиевского епархиального женского училища, вице-председатель совета Саратовского отделения Попечительства о слепых, председатель совета Саратовского общества сельского хозяйства, ответственный за земскую библиотеку, член кружка «Беседа» и попечительского совета камышинской Алексеевской женской гимназии в Камышине (1902—1904).
Камер-юнкер (1896), статский советник (1904), камергер (1907).
Во время русско-японской войны уполномоченный Российского общества Красного Креста при 1-м армейском корпусе, управляющий санитарным поездом, затем помощник главноуполномоченного Российского общества Красного Креста в войсках на Дальнем Востоке. Вместе с ранеными был взят в плен в боях под Мукденом. Когда японское центральное бюро военнопленных решило морем через Одессу переправить в Россию русские санитарные отряды, вместе с одним из них отправили сопровождающим Олсуфьева.
В 1905 году один из организаторов «Союза 17 октября», руководитель его саратовского отдела, основатель газеты «Волга», уполномоченный Главного комитета Всероссийского земского союза помощи больным и раненым воинам.
В 1906 году избран членом Государственного совета от земского собрания Саратовской губернии (входил в Правую группу, с 1911 г. — в группу центра, с 1913 г. товарищ председателя). Член совета Объединенного дворянства, Саратовского санитарного совета, комиссии Галкинского исправительного приюта, педсовета Саратовской фельдшерской школы, Совета по народному образованию, Комитета по призрению детей лиц, погибших в войну с Японией, попечитель Саратовской психиатрической лечебницы и церковно-приходских школ Камышинского уезда.
Член Яхт-клуба и Французского института в Санкт-Петербурге (1910).
С 1911 года действительный статский советник. С 1915 года один из основателей Прогрессивного блока. С 1916 года действительный член Историко-родословного общества в Москве, член совета Петроградского частного коммерческого банка, Общества ревнителей сближения Англиканской Церкви с Православною, клуба «Экономическое возрождение России», Сельскохозяйственного совещания, Русской группы Межпарламентского союза, парламентской делегации в союзные страны, один из основателей Союза земельных собственников.
Владелец более 10 тысяч десятин земли, домов в Санкт-Петербурге и Москве. Друг П. А. Столыпина и семьи Л. Н. Толстого. Холост.
В 1917 году член Поместного собора Православной российской церкви, участвовал во всех трёх сессиях, член II, VI, VII, XVIII отделов.
Летом 1918 года уехал в Киев, в конце года перебрался Одессу, с лета 1919 года жил в своём имении под Новороссийском и служил в Вооруженных силах Юга России, в январе 1920 года эвакуировался в Королевство Сербов, Хорватов и Словенцев.
Один из идеологов Русского Всезаграничного Церковного Собора (1921), но в его заседаниях не участвовал. С 1925 года жил в Ницце, член Русского национального комитета и Кружка ревнителей русского прошлого, лектор в различных обществах, участник редакционных собраний газет «Дни» и «Россия и славянство», журнала «Утверждения». В 1928 году переехал в Париж, с 1930 года член совета Союза русских дворян, подписал призыв к прекращению зарубежной церковной смуты.
Похоронен на русском кладбище Кокад в Ницце.

## Награды
Награжден орденами св. Станислава II степени (1896), св. Анны II степени (1902), св. Владимира IV (1903) и III (1915) степени.